# بلندمرغ
بلندمرغ (نام علمی: Bathornis) نام یک سرده از راسته کاکلیان است.